# Dyvik
Dyvik är en ort i Österåkers kommun i Stockholms län, belägen nordöst om Bammarboda. Mellan 1990 och 2015 räknades orten som en småort, varefter den växte samman med Bammarboda tätort.
Dyvik är arrangörshamn för Saltsjöloppet, en av Sveriges större, årliga motorbåtstävlingar som går av stapeln i början av september.